# Eupithecia stigmaticata
Eupithecia stigmaticata là một loài bướm đêm trong họ Geometridae.